# Pierfilippi
Adolfo Filippi, meglio noto come Pierfilippi (Lugo, 30 aprile 1938), è un cantante italiano, conosciuto nei primi anni sessanta.

## Biografia
Figlio di un cantiniere, è terzultimo di sette fratelli.
Nel 1961 ottiene un contratto discografico con la RCA Italiana.
Ha partecipato al Festival di Sanremo 1962 col brano Occhi senza lacrime, cantato in coppia con Cocky Mazzetti, che non è stato ammesso alla finale.
In seguito ha partecipato al Festival delle Rose 1964 con Da quando ho visto te (duecentomila copie vendute) e al Festival delle Rose 1965 con Sarà come una volta e Le cose più importanti.
Dal 1964 al 1966 ha fatto parte della sua orchestra un allora giovanissimo Roby Facchinetti, prima dell'entrata di quest'ultimo nei Pooh (1966).
È tuttora leader di un'orchestra di musica leggera famosa in tutta la Romagna.

## Discografia

### Album
- 1967: Reminiscenze[1]
- 1984: Sudamerica (Base Record, LP 40145)

### Singoli
- 1961: Oh, oh Baby / Un cuore da vendere (Adventure, av A 1210)
- 1962: Occhi senza lacrime / Quando, quando, quando[2] (RCA Italiana PM 3057)
- 1962: Souvenir a Rialto / La ballata dell'addio (RCA Italiana PM 3106)
- 1963: N'ata vota / Che te costa (RCA Italiana PM 3183)
- 1964: Da quando ho visto te (autori: Carlo Rossi e Vittorio Bezzi)/ Peccato che sia finita così (musica di Franco Migliacci), (RCA Italiana PM 3286)[3]
- 1965: Sarà come una volta / Le cose più importanti (RCA Italiana PM 3336)